# Iakov Mintchenkov
Iakov Danilovitch Mintchenkov (russe : Яков Данилович Минченков) né le 1er avril 1871 (13 avril dans le calendrier grégorien) et mort le 18 mai 1938) est un peintre russe.

## Biographie
Iakov Mintchenkov est né le 19 mars 1871 (31 mars dans le calendrier grégorien) dans une famille cosaque du khoutor de Verkhne-Tioplo, à Stanytsia Louhanska, dans l' oblast de Louhansk.   
Il étudie au séminaire, mais est exclu. Il enseigne quelque temps à Novotcherkassk. Il se rend ensuite à Moscou, pour étudier l'art de la peinture. Entre 1894 et 1898, il suit les cours de l'école de peinture, de sculpture et d'architecture de Moscou. Il est l'élève de Nikolaï Kassatkine et de Valentin Serov.   

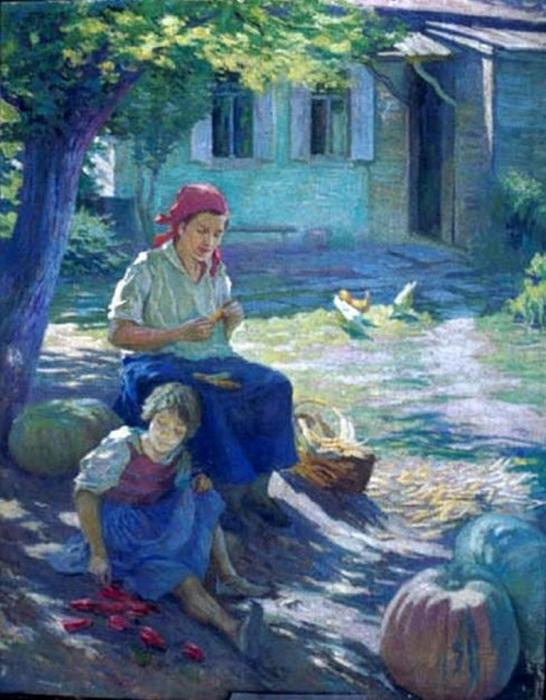
Récolte (1898), Musée de Kamensk-Chakhtinski

Avant même la fin de ses études, Mintchenkov devient délégué des Ambulants, activité qu'il poursuivra pendant de nombreuses années. À ce poste, il participe à la vie de la confrérie, en tant qu'organisateur des expositions, ordonnateur, administrateur et responsable des déplacements. Il travaille en même à son œuvre de peintre de paysage et de genre.    
La Guerre civile le surprend dans le sud de la Russie, où il s'est rendu avec sa famille en 1918. Il vit de 1920 à 1922 à Maïkop. À partir de 1922  il ne quitte plus la ville de Kamensk-Chakhtinski, où il participe à l'organisation d'un atelier de peinture dans les cours primaires et au jardin d'enfant, qu'il dirige ensuite et où il enseigne le dessin et la peinture. Il enseigne aussi à l'école locale l'histoire de l'art et les techniques pédagogiques.        
La plupart de ses œuvres sont inconnues, et ont disparu pendant la Seconde Guerre mondiale, et seuls sont conservés quelques travaux des dernières années.        
Il s'est également adonné à la sculpture. En 1921, avec un sculpteur local, Tchikidilnine, il a réalisé à Maïkop un monument aux Victimes de la Révolution, et en dans les années 30, à Kamensk-Chakhtinski, un monument à Lénine avec ses élèves.        
Il meurt le 18 mai 1938 à Kamensk-Chakhtinski où il est enterré,.

## Ouvrages
- (ru) Воспоминания о передвижниках [« Souvenirs des Ambulants »], Leningrad, Художник РСФСР,‎ 1965

## Postérité

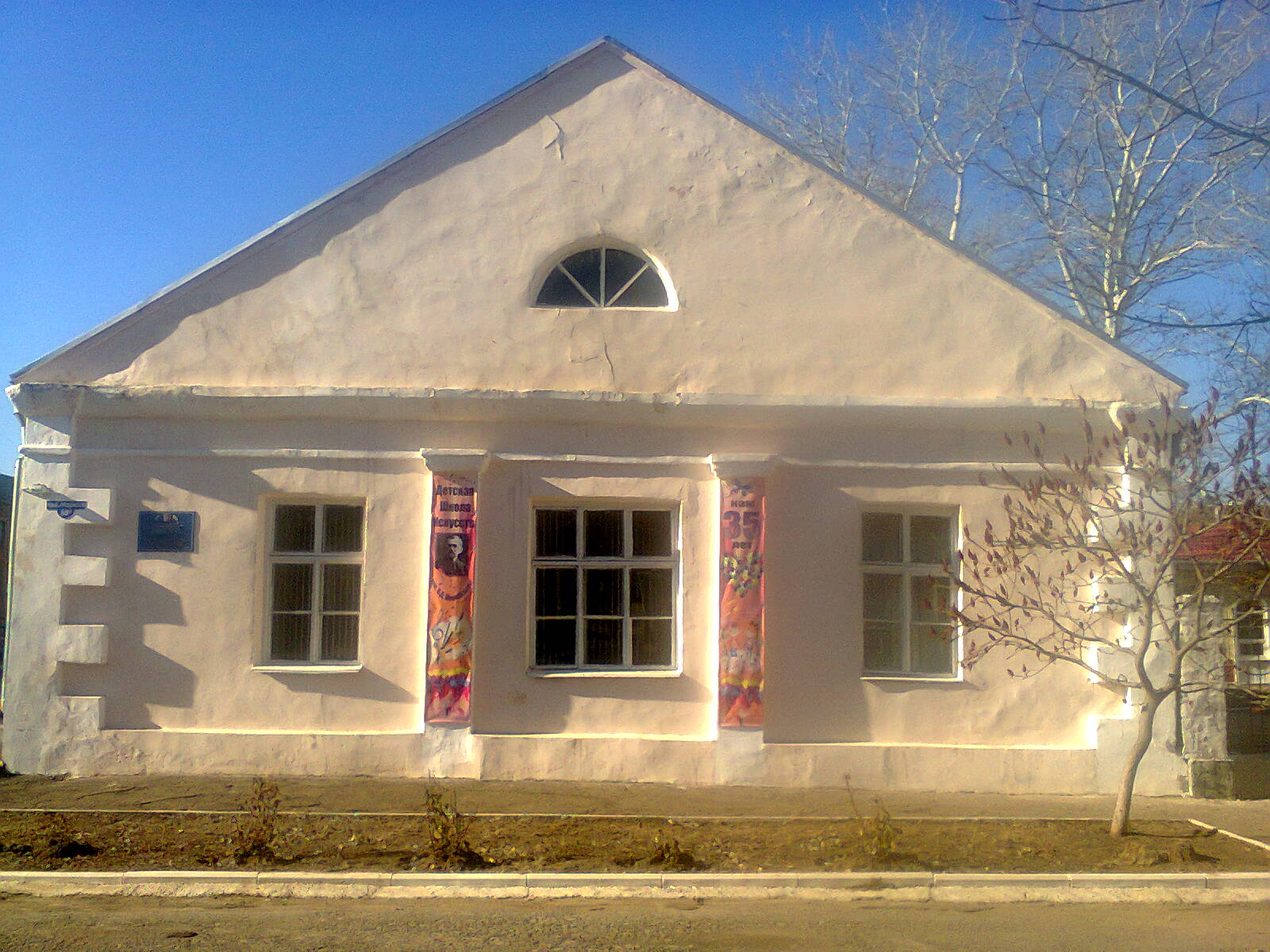
École d'art Mintchekov à Kamensk-Chakhtinski

- Une plaque commémorative a été apposée en 1998 sur la maison de Kamensk-Chakhtinski où il a vécu de 1922 à 1938.
- L'école d'art pour enfants de cette ville porte son nom.